# Marco De Marchi
Marco De Marchi (Milaan, 8 september 1966) is een voormalig Italiaans profvoetballer die onder meer speelde voor de Nederlandse club Vitesse.
De Marchi doorliep de jeugdopleiding van Como en op werd als 18-jarige bij de eerste selectie gehaald. Er werd echter geen beroep op de jonge speler gedaan, waardoor De Marchi eieren voor zijn geld koos en zijn geluk ging beproeven bij de derdeklasser Ospitaletto. Hier kreeg De Marchi meer speeltijd en kon de verdediger zich doorontwikkelen tot een betere speler. Dit resulteerde twee seizoenen later in een transfer naar het toentertijd in de Serie B spelende Bologna. De Marchi werd gaandeweg een constante factor in het elftal van Bologna, waarmee hij in zijn eerste seizoen promoveerde naar de Serie A.
Na drie seizoenen goed gepresteerd te hebben bij Bologna werd De Marchi beloond met een transfer naar de Italiaanse topclub Juventus. Hij droeg dat seizoen uiteindelijk 17 maal het zwart-witte shirt om vervolgens het seizoen erna verhuurd te worden aan AS Roma. De Marchi speelde dat seizoen dermate goed dat Juventus hem het seizoen daarop weer terughaalde. Wederom werd De Marchi echter geen vaste kracht bij Juve.
De Marchi bleek te licht bevonden voor de absolute top en besloot een stapje terug te doen door bij zijn oude liefde Bologna te gaan voetballen, die inmiddels was afgezakt tot de Serie C. Vier seizoenen en twee promoties met Bologna later vertrok De Marchi naar Vitesse. Hoewel De Marchi niet altijd bij Vitesse in de basis startte, groeide hij uit tot een publiekslieveling. De libero moest zich in zijn laatste wedstrijd voor Vitesse tegen Fortuna Sittard op 14 mei 2000 al na 24 minuten laten wisselen door een blessure. De Marchi speelde het seizoen erna bij Dundee FC. In Schotland beleefde De Marchi zowel persoonlijk als sportief een nare tijd, waardoor de toentertijd 36-jarige besloot zijn carrière te beëindigen.

## Statistieken
| seizoen | club        | competitie              | wed. | goals |
| ------- | ----------- | ----------------------- | ---- | ----- |
| 1984/85 | Como        | Serie A                 | 0    | 0     |
| 1985/86 | Ospitaletto | Serie C1/B              | 12   | 0     |
| 1986/87 | Ospitaletto | Serie C1/B              | 33   | 4     |
| 1987/88 | Bologna     | Serie B                 | 14   | 0     |
| 1988/89 | Bologna     | Serie A                 | 32   | 2     |
| 1989/90 | Bologna     | Serie A                 | 26   | 2     |
| 1990/91 | Juventus    | Serie A                 | 17   | 0     |
| 1991/92 | AS Roma     | Serie A                 | 36   | 1     |
| 1992/93 | Juventus    | Serie A                 | 18   | 1     |
| 1993/94 | Bologna     | Serie C1/A              | 22   | 2     |
| 1994/95 | Bologna     | Serie C1/A              | 30   | 3     |
| 1995/96 | Bologna     | Serie B                 | 33   | 0     |
| 1996/97 | Bologna     | Serie A                 | 23   | 0     |
| 1997/98 | Vitesse     | Eredivisie              | 14   | 1     |
| 1998/99 | Vitesse     | Eredivisie              | 9    | 0     |
| 1999/00 | Vitesse     | Eredivisie              | 20   | 3     |
| 2000/01 | Dundee FC   | Scottish Premier League | 18   | 0     |